# Brežani (Blace)
Brežani (Servisch cyrillisch Брежани) is een plaats in de Servische gemeente Blace. De plaats telt 61 inwoners (2002).